# الغربي قمولا
قرية الغربي قمولا هي إحدى القرى التابعة لمركز القرنة في محافظة الأقصر في جمهورية مصر العربية. حسب إحصاءات سنة 2006، بلغ إجمالي السكان في الغربي قمولا 5150 نسمة، منهم 2506 رجل و2644 امرأة.